# Китайско-угандийские отношения
Индийско-угандийские отношения — двусторонние дипломатические отношения между Китаем и Угандой были установлены в 1962 году. В 2017 году объём товарооборота составил сумму более 1 миллиарда долларов США. Кроме того, китайские компании внесли значительный вклад в развитие инфраструктуры Уганды. Китаю также принадлежит около 20 % долга Уганды, что эквивалентно примерно 1,6 млрд долларов США. Послом Уганды в Китае является Криспус Кёнга, а послом Китая в Уганде — Чжэн Чжуцян.

## История
В 1962 году с момента обретения Угандой независимости между двумя странами установились дипломатические отношения. Китай был одной из первых стран, признавших независимость Уганды. В 1971 году Уганда была одной из 76 стран, проголосовавших за восстановление членства в ООН китайского правительства. В 1986 году после прихода к власти в Уганде президента Йовери Мусевени между двумя странами установились более тесные связи. Между странами подписано множество соглашений о культурном сотрудничестве, происходит обмен студентами и медицинскими коллективами. Отношения между странами укрепляются за счет политики невмешательства в политические дела. После принятия в Уганде Антигомосексуального закона в 2014 году усилилась критика со стороны стран Запада в адрес правительства Уганды и президентства Йовери Мусевени. Многие страны отказались от оказания экономической помощи и поддержки Уганды. Политика Китая по невмешательству во внутренние дела позволила им взять оказывать гуманитарную помощь и развивать инфраструктуру Уганды.

## Экономические отношения
Товарооборот между странами также увеличился во время президентства Йовери Мусевени. За последние 10 лет объём товарооборота увеличился более чем в четыре раза, с примерно 230 миллионов долларов США в 2008 году до более 1 миллиарда долларов США в 2018 году. Большая часть этой торговли — это китайский экспорт в Уганду, на который приходится около 850 миллионов долларов США. Экспорт Китая: машинное и электрическое оборудование. Экспорт Уганды в Китай: сырьевые товары, шкуры, масла и семена.

## Инфраструктура и долг
Китайские компании внесли свой вклад во многие инфраструктурные проекты в Уганде. Китайские строительные компании выиграли контракты на многие крупные инфраструктурные проекты, такие как: стадион Манделы и крупнейшая в стране плотина гидроэлектростанции. Кроме того, китайские компании взяли на себя ответственность за строительство скоростной автомагистрали, соединяющей город Энтеббе со столицей Кампалой. Правительство Уганды также использует китайские технологии для малых и крупномасштабных проектов агробизнеса: с 2012 года более 40 китайских ученых-аграриев приняли участие в планировании этих проектов в Уганде.

## Общественное мнение в Уганде
В Уганде существуют разные мнения о роли Китая в местной экономике. Согласно данным «AfroBarometer», 57 % угандийцев считают, что Китай оказывает положительное влияние на Уганду, по сравнению с только 7 %, которые считают, что влияние отрицательное. Самыми большими позитивными факторами влияния Китая были инвестиции в инфраструктуру, бизнес-инвестиции и стоимость китайских продуктов. Безусловно, самым большим источником негативных отзывов было качество китайской продукции. Общественное мнение о китайском влиянии улучшилось в Китае с 2010 года.
Владельцы угандийского бизнеса выразили несогласие с влиянием Китая в стране. Владельцам магазинов и производителям местных товаров трудно конкурировать с ценами на китайский экспорт. Кроме того, местные строительные компании представили законопроект, обязывающий правительство страны отдавать приоритет местным строительным компаниям при реализации государственных проектов. На этот законопроект было наложен вето, и депутаты сослались на неспособность угандийских строительных компаний справиться с масштабными крупными инфраструктурными проектами. Некоторые китайские предприятия, особенно малые частные предприятия, также почувствовали влияние усиления регулирования и контроля со стороны местных властей.
Исследование отношений между двумя нациями и культурами показало, что основными источниками вражды между двумя странами являются модель государственного капитализма Китая и опыт угандийцев с китайскими владельцами магазинов и работодателями, которые могут иметь расовую предвзятость.

## Инциденты
В 2014 году в Китае приговорили двух угандийцев к смертной казни за незаконный оборот наркотиков в провинции Гуандун. Хотя правительство Уганды заявило, что инциденты не повлияли на дипломатические отношения между странами, многие граждане Уганды и депутаты были возмущены предполагаемым нарушением суверенитета и прав человека.
В 2018 году многие китайские предприятия в промышленных парках Уганды подверглись вандализму и ограблениям, что побудило президента Йовери Мусевени усилить безопасность в этих регионах.